# Bruno Zanin
Bruno Zanin (Vigonovo, 9 de abril de 1951 – 7 de julho de 2024) foi um ator e escritor italiano.

## Biografia
Nascido em Vigonovo, o sexto de sete filhos, quando criança frequentou os salesianos, que convenceram os pais a enviá-lo para estudar como sacerdote num internato em Novi Ligure primeiro e depois em Canelli, onde permaneceu até ao oitavo ano. Nesse período, quando Bruno tinha 13 anos, um missionário abusou dele: isso lhe causou um forte trauma e o convenceu a não voltar ao internato para continuar seus estudos para se tornar padre. Depois de deixar o internato, Zanin também experimentou a detenção juvenil e, logo depois, o hospital psiquiátrico de Brusegana (Pádua) para uma tentativa de suicídio.
Em 1967 tornou-se amigo de Edward Melcarth, um pintor e escultor judeu americano de origem russa que o levou para viver em sua casa e para quem posou como modelo para várias obras. "Ele morreu pobre em um hospital público de Veneza, o primeiro adulto que me respeitou, que nunca me impôs as mãos, que me alimentou, me aconselhou, me levou pela Itália sem esperar nada em troca." Através de Melcarth conheceu a mecenas americana Peggy Guggenheim que o contratou como dog-sitter e lhe deu uma pequena sala em seu famoso Palazzo Venier dei Leoni, que anos mais tarde se tornaria um dos museus mais famosos da Itália para a arte europeia e americana do século XX.
Chegando ao Cinecittà em 1973, Zanin foi acidentalmente notado por Federico Fellini, que o escalou para interpretar Titta em Amarcord, filme que em 1975 ganhou o Oscar de melhor filme estrangeiro.  Depois dessa experiência, embora ele nunca tivesse atuado em sua vida, Zanin deixou Lipari e se mudou para Roma para tentar sua mão no cinema. Em 1987 foi escolhido por Marco Sciaccaluga, para a temporada 1986/87 do Teatro Stabile de Gênova, para interpretar o jovem amante protagonista em La putta onorata e La buona moglie, duas comédias de Carlo Goldoni.
No ano seguinte, foi convocado para o Piccolo Teatro em Milão por Giorgio Strehler para interpretar Zorzeto em Il Campiello, também uma comédia de Goldoni. O espetáculo é um grande sucesso e viaja por toda a Europa convidado para os mais importantes festivais, nos teatros mais prestigiados, incluindo o Odeon de Paris, onde Zanin é notado por Jean-Louis Barrault que o convence a atuar em francês no Théâtre de la Ville, em Paris, em duas comédias de Eugène Ionesco: Jacques ou la soumission e L'avenir est dans les œufs dirigido por seu aluno, O diretor romeno Lucian Pintilie.
Entre cinema e teatro participou de outros filmes, atuou em comédias teatrais e diversos dramas televisivos com diretores italianos e estrangeiros como: Giuseppe Ferrara, Marco Tullio Giordana e Giuliano Montaldo. Com a comédia de Carlo Goldoni, I pettegolezzi delle donne, dirigida por Sandro Sequi, esteve no Festival de Dois Mundos, em Charleston, em 1982. Começou a trabalhar como radialista para a Radio Due, viajando pela Itália entrevistando celebridades e desconhecidos com a mesma matriz e característica: apego à terra, tradições, trabalho manual e autossuficiência.
Em 1992, Zanin deixou o mundo do cinema e do teatro para seguir outros caminhos. Durante três anos esteve na Bósnia e Herzegovina, colaborando com a Rádio Vaticano como correspondente de guerra, ao mesmo tempo que dirigia a ONG Emmaus International de Abbé Pierre levando ajuda humanitária à cidade de Gradačac. Filma reportagens, escreve artigos para o Corriere della Sera, Famiglia Cristiana, Der Spiegel. Retornando à Itália no final do conflito, ele foi acometido por depressão de estresse pós-traumático grave (TEPT); então comece a escrever. 
Em 2007 Zanin publicou seu primeiro romance, parcialmente autobiográfico, Nessuno deve sapere para a Tullio Pironti Editore; em 2007 recebeu uma menção especial no prêmio literário da cidade de Latisana para o Nordeste. Ele viveu até sua morte em uma cabana na floresta em Vanzone con San Carlo.

## Morte
Zanin morreu no dia 7 de julho de 2024, aos 73 anos.

## Filmografia
- Amarcord, de Federico Fellini (1973)
- Un uomo, una città, de Romolo Guerrieri (1974)
- La prova d'amore, de Tiziano Longo (1974)
- La prima volta, sull'erba, de Gianluigi Calderone (1975)
- La polizia ha le mani legate, de Luciano Ercoli (1975)
- L'Agnese va a morire, de Giuliano Montaldo (1976)
- La padrona è servita, de Mario Lanfranchi (1976)
- Il tuffatore, de Gianfranco Mingozzi (1979)
- Mille e una vita, de Gianfranco Mingozzi (1980)
- Marco Polo, de Giuliano Montaldo (1982)
- Il buon soldato, de Franco Brusati (1982)
- Notti e nebbie, de Marco Tullio Giordana (1984)
- Occhei, occhei, de Claudia Fiorio (1984)
- Inganni, de Luigi Faccini (1985)
- Il caso Moro, de Giuseppe Ferrara (1986)
- La donna del delitto, de Corrado Colombo (1995)
- Francesca e Nunziata, de Lina Wertmüller (2000)
- Reame del nulla, de Razi Mohebi (2009)

### Televisão
- Diagnosi – miniserie TV, 1 episódio (1975)
- La braca dei Biassoli – Filme de TV (1975)
- Bettina – serie TV (1976)
- Il mercante di Venezia – Filme de TV (1979)
- La mano sugli occhi – miniserie TV, 3 episódios (1979)
- Delitto di stato – miniserie TV, 3 episódios (1982)
- Marco Polo – miniserie TV, 3 episódios (1982)
- Un gusto molto particolare – Filme de TV (1982)
- Opération O.P.E.N. – serie TV, 1 episódio (1984)
- Notti e nebbie – Filme de TV (1984)
- Atto d'amore – Filme de TV (1986)
- L'isola del tesoro – miniserie TV, 5 episódios (1987)

## Teatro
- Il campiello di Carlo Goldoni, dirigido por Giorgio Strehler (1975)
- 1977: Jacques ou la Soumission / L'Avenir est dans les oeufs, dirigido por Lucian Pintilie
- 1978: Pene d'amor perdute de William Shakespeare, dirigido por Marco Parodi
- 1982: I pettegolezzi delle donne, dirigido por Sandro Sequi
- La putta onorata e La buona moglie, de Carlo Goldoni, direção de Marco Sciaccaluga (1987)
- Il ventaglio, dirigido por Alfredo Arias (1989)